# Platygloeaceae
Platygloeaceae is de botanische naam van een familie van schimmels. Het typegeslacht is Platygloea.

## Geslachten
Volgens de Index Fungorum bestaat de familie uit zeven geslachten (peildatum juni 2022).
- Achroomyces Bonord. 1851
- Calacogloea Oberw. & Bandoni 1991
- Glomerogloea Doweld 2013
- Glomopsis D.M. Hend. 1961
- Insolibasidium Oberw. & Bandoni 1984
- Phyllogloea Lowy 1961
- Platygloea J. Schröt. 1887